# Mirjana
Mirjana je ženské křestní jméno, četné zejména v zemích bývalé Jugoslávie. Původ je nejednoznačný; buďto jde o srbskou a chorvatskou variantu jména Marie, nebo pochází ze slovanského slova mir znamenajícího mír. Podle chorvatského kalendáře slaví svátek 11. února, společně se jménem Marija.
Mužská podoba tohoto jména je Mirjan, vyskytuje se ale značně řidčeji. V Chorvatsku žije 116 nositelů tohoto jména, v Srbsku jde o křestní jméno 61 lidí.

## Počet nositelů
K roku 2014 žilo na světě přibližně 142 433 nositelek jména Mirjana, nejvíce v Chorvatsku a v Srbsku. V Chorvatsku jde o deváté nejčastější ženské křestní jméno a Srbsku je na jedenáctém místě.
| Stát                | Četnost | Pořadí |
| ------------------- | ------- | ------ |
| Srbsko              | 63 114  | 11.    |
| Chorvatsko          | 36 655  | 9.     |
| Bosna a Hercegovina | 15 050  | 26.    |
| Severní Makedonie   | 7 225   | 37.    |
| Černá Hora          | 3 627   | 26.    |
| Slovinsko           | 3 135   | 203.   |
| Kosovo              | 1 137   | 401.   |

## Vývoj popularity
V současnosti je již jméno Mirjana mezi nově narozenými a dětmi vzácné. Nejvíce bylo jméno Mirjana v Chorvatsku dětem dáváno mezi druhou polovinou čtyřicátých let a první polovinou sedmdesátých let 20. století. V sedmdesátých letech začala popularita jména prudce klesat. Nejvíce populární bylo jméno v letech 1961 (2,79 % nově narozených) a 1966 (2,73 %), k roku 2013 činila popularita jména již pouze 0,01 %.

## Významné osobnosti
- Mirjana Bohancová – chorvatská operní zpěvačka a herečka
- Mirjana Boševská – makedonská plavkyně
- Mirjana Božovićová – srbská modelka a královna krásy
- Mirjana Đuricová – srbská házenkářka
- Mirjana Grossová – srbská historička
- Mirjana Isakovićová – srbská sochařka
- Mirjana Jokovićová – srbská herečka
- Mirjana Karanovićová – srbská herečka
- Mirjana Kostićová – srbská zpěvačka
- Mirjana Lučićová Baroniová – chorvatská tenistka
- Mirjana Marićová – americká šachistka srbského původu
- Mirjana Markovićová – srbská politička, manželka Slobodana Miloševiće
- Mirjana Milenkovićová – černohorská házenkářka
- Mirjana Ognjegićová – chorvatská házenkářka
- Mirjana Puharová – americká topmodelka srbského původu
- Ana Mirjana Račanovićová – bosenská zpěvačka a modelka
- Mirjana Živkovićová – srbská skladatelka a muzikoložka